# عکر العبیدی
عکر العبیدی (به انگلیسی: Aker Al Obaidi؛ زادهٔ ۲۱ سپتامبر ۱۹۹۹) یک کشتی‌گیر فرنگی‌کار عراقی الاصل اهل اتریش است. وی سابقه حضور در المپیک ۲۰۲۰ توکیو را دارد.